# Biotisk pump
Den biotiska pumpen är ett teoretiskt koncept som visar hur skog skapar och kontrollerar vindar som kommer upp från havet och på så sätt för vatten till skogarna längre in i landet. Denna teori kan förklara vilken roll skog spelar i vattnets kretslopp: träd tar upp vatten från jorden och mikroskopiska porer på löven släpper ut oanvänt vatten som ånga i luften. Denna process är känd som evapotranspiration. Den biotiska pumpen beskriver hur vattenånga som avges av träd kan skapa vindar och dessa vindar kan korsa kontinenter och leverera denna fukt till avlägsna skogar. Med denna process och det faktum att lövverket i en skog har större avdunstningsyta gör att skogarna kan leverera mer fukt till atmosfären än avdunstning från en vattenförekomst i motsvarande storlek. Den tidigare hypotesen, kallat den geo-mekaniska vattencykeln, beskriver hur nederbörd från vindar är ett direkt resultat av förändringar i temperatur och tryck. Den biotiska pumphypotesen visar hur viktiga våra regnskogar är för det omgivande ekosystemet. Regnskogar påverkas av mänskliga faktorer (t.ex. avskogning) som kan påverka den biotiska pumpen och påverkar därför andra ekosystem som är beroende av den biotiska pumpen för att frodas. Utan våra regnskogar skulle vädret vara mindre stabilt och regnet skulle kunna minska i regioner som är beroende av den biotiska pumpen för tillgången till vatten. Dessutom kan vi få ytterligare insikt i utvecklingen av angiospermer, såväl som sambandet mellan ekologi och kontinenternas inre bevattning. År 2022 hade konceptet blivit mer allmänt artikulerat och kopplat till vikten av att stoppa avskogningen, återställa den hydrologiska cykeln och sänka temperaturen på planeten.

## Koncept
Termen "biotisk pump" antyder ett kretsloppssystem som drivs av biologiska processer. Detta koncept visar att skogar är de viktigaste faktorerna för att påverka atmosfäriska processer för att cirkulera nederbörd som tas upp av träd över alla kontinenter och tillbaka till atmosfären för vidare cirkulation. Evapotranspiration i kustnära skogar skapar lågt atmosfärstryck nära marken och skapar en sugeffekt för att dra in vattenånga från havet. Före teorin om biotiska pumpar ansågs träd ha en passiv roll i vattnets kretslopp. Istället hävdar de som utvecklat konceptet med biotiska pumpar att "skog och träd är de främsta regulatorerna inom vatten-, energi- och kolkretsloppen." I områden där det finns mer regn förångas mer vatten och den atmosfäriska volymen minskar mycket snabbare. Detta gör att lågtryck bildas över denna region, vilket orsakar mer fuktig luft än områden med mindre regn som avdunstar. Detta gör att fukten i luften går från ett område med högt tryck till ett område med lågt tryck. Faktorer som fullt solsken i skogsområden och öknar kan påverka överföringen av fukt i luften. Ökade mängder avdunstning eller transpiration kommer att orsaka en minskning av atmosfärstrycket när moln bildas, vilket sedan kommer att leda till att fuktig luft dras till områden där evapotranspirationen är som högst. I en öken kommer detta att motsvara havet medan i en skog kommer fuktig luft från havet att dras in över land. Teorin förutspår två olika typer av kust till kontinentala nederbördsmönster, i ett skogsområde kan man inte förvänta sig någon nederbördsminskning när man rör sig inåt landet i motsats till en avskogad region där man observerar en exponentiell minskning av årlig nederbörd. Medan nuvarande globala klimatmodeller passar dessa mönster väl, hävdas det att detta beror på parametrisering och inte på sanningshalten i teorierna. 

## Teorins utveckling
Den biotiska pumpteorin utvecklades av de ryska forskarna Anastassia Makarieva och Victor Gorshov, som  arbetade på avdelningen för teoretisk fysik vid St. Petersburgs kärnfysiksinstitut (Peterburgskiy Institut Yadernoy Fiziki Im. B.p. Konstantinova).  Dr. Makarieva tillbringade sin fritid och arbetstid i Rysslands norra skogar, som är det största sammanhängande skogsområdet i världen. Hon hävdar att den konventionella förståelsen att vindar drivs av skillnader i lufttemperatur inte helt förklarar vindens dynamik, och kom att förstå att en mer exakt modell för att beskriva minskningen av lufttrycket är att det orsakas av vattenånga som förvandlas till vatten. Hennes initiala studier ignorerades och kritiserades till stor del.
Teorin representerar ett paradigmskifte bort från en geomekanisk syn på klimatdynamik till att inkludera biologi som en drivkraft för klimatet. Som sådan har teorin mött kritik från vanliga klimatvetenskaper. Den brittiska vetenskapsjournalisten Fred Pearce tillskriver detta som delvis kulturellt. "Vetenskapen, som jag känner den från fyrtio års rapportering, kan vara överraskande tribal. Makarieva och Gorshkov har varit outsiders: teoretiska fysiker i en värld av klimatvetenskap, ryssar inom ett område som domineras av västerländska vetenskapsmän och, i Makarievas fall, dessutom kvinna”.
Det tros finnas fyra fuktåtervinningsnav på jorden, Amazonas avrinningsområde, Kongos regnskog, södra Asien och den indonesiska övärlden. I synnerhet är den hydrologiska dynamiken i Amazonas fortfarande oklar, men den pekar på att den biotiska pumphypotesen är riktig. Dessa processer bidrar till ett "säkert verksamhetsutrymme för mänskligheten". Dessutom kan den biotiska pumpteorin hjälpa till att förklara andra naturliga händelser runt om i världen. Till exempel kan den biotiska pumpen hjälpa till att förklara varför regnskogar som Amazonas och Kongo kan upprätthålla hög nederbörd medan andra obeskogade biomer minskar i nederbörd ju längre in i landet man kommer.
Atmosfäriska (eller flygande) floder, tidigare kallade troposfäriska floder, är vindar som tar upp vattenånga som avges av skogar och tar fukten till avlägsna avrinningsområden. Dessa floder förstärks av den biotiska pumpen över stora avstånd. Den atmosfäriska floden som flödar över Amazonas beger sig söderut för att förse Rio de la Pláta med 50 % av sitt regn. Kinas nordvästra floder får mer än 70 % av sin nederbörd från Eurasien och norra Asiens skogar. År 2022 hade detta koncept blivit allmänt accepterat. 

## Hur den biotiska pumpen driver hydrologiska processer

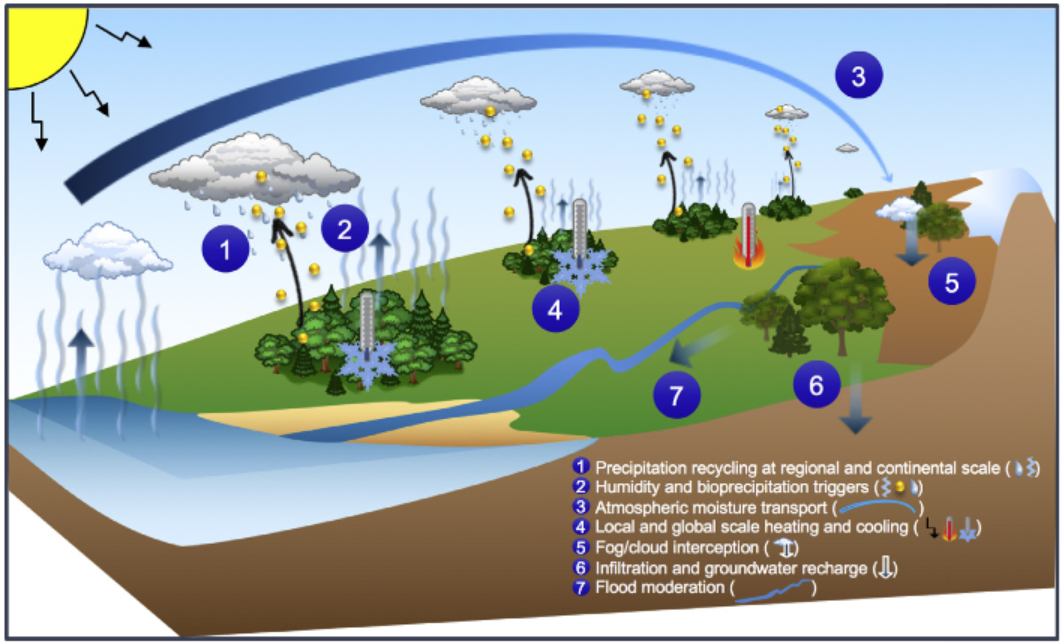
Den hydrologiska dynamiken i den biotiska pumpteorin

1. Kretsloppet börjar när nederbörd från havet återvinns genom landskapet genom cykler av nederbörd och evapotranspiration. Genom transpiration och kondensering skapar skogar lågtryck som drar in fuktig luft från havet.[6][7]
2. Transpiration och avdunstning från mark och träd cirkulerar vatten tillbaka till atmosfären tillsammans med mikrober och flyktiga organiska föreningar (VOC). Luftburna mikrober bildar regn.[14]
3. Biologiskt framkallade luftströmmar transporterar atmosfärisk fukt längre in i landet.
4. Genom att tillhandahålla nederbörd kan vegetation överleva och bibehålla skogstäcke. Skogsområdena har ett mer måttligt klimat genom att kyla ner området genom avdunstning och skugga. Ljus som tränger igenom ner till marken kan vara så lite som 1% jämfört med avverkade angränsande områden.[15] I områden där mer avverkad mark exponeras ökar omvandlingen av strålningsenergi till kännbar värme. Skogsområden är betydligt svalare än glest bevuxen eller bar jord.[16]
5. Träd skördar vatten genom att fånga upp dimma och fuktig luft. Luftfuktigheten kondenserar på löv och grenar. Biomimik av denna process sker med användning av dimnät.
6. Trädkronor bromsar framfarten av regnet till markytan och minskar påverkan. Genom tillförsel av organiskt material och export av kol genom rötterna till mykorrhizanätverket binds dessutom mer kol i marken, vilket förbättrar markstrukturen för infiltration och förhöjd upptagningskapacitet av vatten.
7. Jord med ökad infiltrations- och lagringskapacitet minskar risken för översvämningar vid stor nederbörd. Detta förstärks ytterligare av skogstäcket som skyddar marken från erosion. Vatten som infiltreras i jorden kan hjälpa till att fylla på grundvatten och akviferer.